# Recht op een adequate levensstandaard

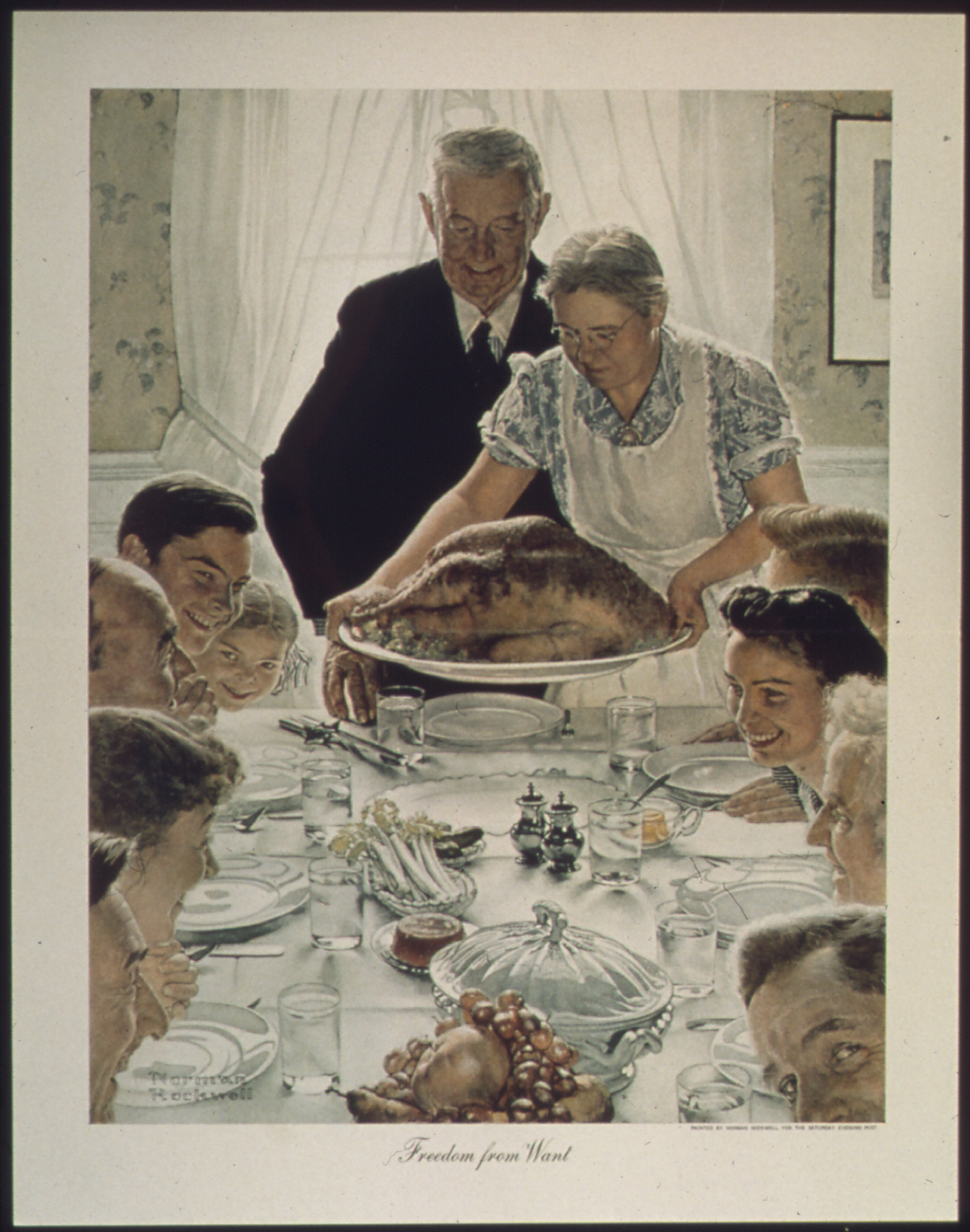
Freedom from Want van schilder Norman Rockwell uit 1943

Het recht op een adequate levensstandaard is een van de rechten van de mens volgens de Universele verklaring van de rechten van de mens zoals die op 10 december 1948 door de Algemene Vergadering van de Verenigde Naties werd aangenomen. Verder is het onder artikelnummer 11 opgenomen in het Internationaal Verdrag inzake economische, sociale en culturele rechten, eveneens van de Verenigde Naties.
De voorloper van dit recht, vrijwaring van gebrek, maakte deel uit van de Four Freedoms van de Amerikaanse president Franklin Delano Roosevelt.
Het recht op een adequate levensstandaard is vastgelegd in artikel 25.1 van de universele verklaring, die vertaald luidt: "Iedereen heeft het recht op een adequate levensstandaard voor de gezondheid en welzijn van hemzelf en zijn familie, inclusief voedsel, kleren, huisvesting en medische zorg en noodzakelijke sociale zorg, en het recht op sociale zekerheid in het geval van werkloosheid, ziekte, invaliditeit, weduwschap, oudere leeftijd of ander tekort aan broodwinning in omstandigheden die buiten zijn controle liggen."